# Anthrenus polonicus
Anthrenus polonicus là một loài bọ cánh cứng trong họ Dermestidae. Loài này được Mroczkowski miêu tả khoa học năm 1951.